# Somatogamia
La somatogamia (o pseudogamia) è il fenomeno attraverso il quale, due gameti di segno opposto ("+" e "-"), quindi del tutto identici fra loro, si fondono per dare origine ad un nuovo individuo diploide. Si verifica in ascomiceti e basidiomiceti.